# Dean Ellison
Dean Bruce Ellison (Lancaster, 14 novembre 1977) è un pilota motociclistico britannico.
È il fratello maggiore di James Ellison, anch'esso pilota motociclistico professionista.

## Carriera
Inizia a correre nel 1996. Nel 1997 corre nel campionato britannico Superteen ottenendo dei podi nel corso della stagione. Nel 1998 gareggia nell'Aprilia Challenge 250, finendo regolarmente nei primi cinque. A metà stagione gli è stato offerto di correre nel campionato britannico 250 per la D&B Racing.
Nel campionato dell'anno successivo, il proprietario della D&B Racing gli ha chiesto di correre con la sua nuova Honda 250. Questo gli dà l'opportunità di correre nei primi cinque, e a fine stagione di fare un'apparizione nel campionato Britannico di Superbike.
La D&B Racing è poi passata alla categoria Superbike e ha chiesto a Ellison di correre per loro, e nel 2000 hanno lottato per la British Superbike Cup. Il 2001 ha portato risultati più consistenti ed ha ottenuto il 12º posto finale.
Nel 2002 corre con una Ducati con il supporto di Ducati Corse, ottenendo dei buoni risultati e il 10º posto finale. Durante la pausa tra questa stagione e quella successiva, ha continuato a correre con Supermoto, motocross ed endurance.
Il 2003 ha portato alcune emozioni con i dieci miglior risultati (soprattutto il May Bank Holliday ad Oulton) negli eventi dei campionati di Superbike britannico e mondiale e la frustrazione di problemi meccanici e la mancanza di potere contro questi.
All'inizio del 2004 si era ritrovato senza una motocicletta nel campionato britannico di Superbike dopo che la D&B Racing l'aveva liquidato all'ultimo minuto. Quindi è andato con la Phase One nel campionato mondiale endurance, che aveva aiutato a vincere l'anno prima. Da marzo ha iniziato a sviluppare la nuova Yamaha R1 in preparazione per la prima gara ad aprile. Nel frattempo ha corso per la RP Bikes Suzuki nel campionato britannico Superstock, e tre gare nel campionato mondiale Supersport con la Honda CBR 600RR del team IRT Honda Israel senza ottenere punti.
Nel 2005 ha sostituito suo fratello nel team della Yamaha Jentin Racing BSB, senza avere lo stesso successo. Ha abbandonato a metà stagione per andare nel team Slingshot Racing. Il suo 2006 con la SMT Honda è stato condizionato da un grave infortunio al ginocchio subito a Oulton Park.
Nel 2007 ha corso nel campionato mondiale Superbike con una Ducati 999 RS del team Pedercini.
Nel 2008 torna in Gran Bretagna con la Yamaha, salta Brands Hatch a causa di un incidente a Oulton Park. Termina a punti per la prima volta in entrambe le gare a Donington Park, quando era ancora infortunato.
Nel 2006 ha partecipato alla Maratona di New York, offrendo oltre 8 000 dollari in beneficenza. A Donington Park ha lavorato come istruttore di guida.

## Risultati in gara

### Campionato mondiale Superbike
| 2001 | Moto  |  |  |  |  |  |  |  |  |  |  |  |  |  |  |  |  |  |  |     |     |  |  |  |  |  |  | Punti | Pos. |
| ---- | ----- |  |  |  |  |  |  |  |  |  |  |  |  |  |  |  |  |  |  | --- | --- |  |  |  |  |  |  | ----- | ---- |
| 2001 | Honda |  |  |  |  |  |  |  |  |  |  |  |  |  |  |  |  |  |  | Rit | Rit |  |  |  |  |  |  |       |      |

| 2002 | Moto   |  |  |  |  |  |  |  |  |  |  |    |     |  |  |  |  |  |  |    |     |  |  |  |  |  |  | Punti | Pos. |
| ---- | ------ |  |  |  |  |  |  |  |  |  |  | -- | --- |  |  |  |  |  |  | -- | --- |  |  |  |  |  |  | ----- | ---- |
| 2002 | Ducati |  |  |  |  |  |  |  |  |  |  | 16 | Rit |  |  |  |  |  |  | 14 | Rit |  |  |  |  |  |  | 2     | 39º  |

| 2003 | Moto   |  |  |  |  |  |  |  |  |  |  |  |  |  |  |  |  |    |    |  |  |  |  |  |  |  |  | Punti | Pos. |
| ---- | ------ |  |  |  |  |  |  |  |  |  |  |  |  |  |  |  |  | -- | -- |  |  |  |  |  |  |  |  | ----- | ---- |
| 2003 | Ducati |  |  |  |  |  |  |  |  |  |  |  |  |  |  |  |  | 11 | 12 |  |  |  |  |  |  |  |  | 9     | 31º  |

| 2007 | Moto   |    |    |    |     |    |     |     |     |    |    |     |    |     |    |    |    |     |     |    |    |     |     |    |    |     |    | Punti | Pos. |
| ---- | ------ | -- | -- | -- | --- | -- | --- | --- | --- | -- | -- | --- | -- | --- | -- | -- | -- | --- | --- | -- | -- | --- | --- | -- | -- | --- | -- | ----- | ---- |
| 2007 | Ducati | 15 | 19 | 17 | Rit | 15 | Rit | Rit | Rit | 14 | 16 | Rit | 15 | Rit | AN | 14 | 19 | Rit | Rit | 18 | 17 | Rit | Rit | 17 | 19 | Rit | 15 | 8     | 25º  |

| Legenda | 1º posto        | 2º posto            | 3º posto           | A punti      | Senza punti        | Grassetto – Pole position Corsivo – Giro più veloce |
| Legenda | Gara non valida | Non qual./Non part. | Ritirato/Non class | Squalificato | '-' Dato non disp. | Grassetto – Pole position Corsivo – Giro più veloce |

### Campionato mondiale Supersport
| 2004 | Moto  |  |  |  |  |    |     |     |  |  |  |  |  | Punti | Pos. |
| ---- | ----- |  |  |  |  | -- | --- | --- |  |  |  |  |  | ----- | ---- |
| 2004 | Honda |  |  |  |  | 19 | Rit | Rit |  |  |  |  |  | 0     |      |

| Legenda | 1º posto        | 2º posto            | 3º posto           | A punti      | Senza punti        | Grassetto – Pole position Corsivo – Giro più veloce |
| Legenda | Gara non valida | Non qual./Non part. | Ritirato/Non class | Squalificato | '-' Dato non disp. | Grassetto – Pole position Corsivo – Giro più veloce |